# Snooki & JWoww
Snooki & JWoww ist eine US-amerikanische Reality-TV-Serie und das erste Spin-off der erfolgreichen MTV-Serie Jersey Shore. Die Serie zeigt das Zusammenleben der ehemaligen Jersey-Shore-Stars Nicole „Snooki“ Polizzi und Jennifer „JWoww“ Farley in einem ehemaligen Feuerwehrhaus in Jersey City, New Jersey sowie Polizzis Schwangerschaft in der ersten Staffel. Produziert wird die Serie von SallyAnn Salsano von 495 Productions.
Das Titellied zur Serie ist I Love It  von Icona Pop.

## Episoden

### Ausstrahlung
| St. | Ep. | Premiere                     | Dt. Premiere (MTV)           |
| --- | --- | ---------------------------- | ---------------------------- |
| 1   | 12  | 31. Mai – 13. Sep. 2012      | 16. Sep. – 9. Dez. 2012      |
| 2   | 12  | 8. Jan – 2. Apr. 2013        | 12. Mai 2013 – 28. Juli 2013 |
| 3   | 12  | 22. Okt. 2013 – 14. Jan 2014 | 23. Feb. – 11. Mai 2014      |
| 4   | 12  | 5. Nov. 2014 – 4. Feb 2015   |                              |

### Staffel 1
| #  | Dt. Titel                                   | Originaltitel                                      | Dt. Premiere  | Premiere      |
| -- | ------------------------------------------- | -------------------------------------------------- | ------------- | ------------- |
| 0  | Best Friends Forever                        | Best Friends Forever                               | 7. Sep. 2012  | 31. Mai 2012  |
| 1  | Sorry Herr Nachbar, jetzt kommen die Mädels | Sorry Neighbors, Cause These Bitches Are Moving In | 16. Sep. 2012 | 21. Juni 2012 |
| 2  | Worauf habe ich mich nur eingelassen?       | What Did I Get Myself Into?                        | 23. Sep. 2012 | 28. Juni 2012 |
| 3  | Sieht aus wie ein Fleischklößchen           | It Looks Like a Little Meatball                    | 30. Sep. 2012 | 5. Juli 2012  |
| 4  | Rate, wer zum Essen kommt                   | Guess Who's Coming To Dinner                       | 7. Okt. 2012  | 12. Juli 2012 |
| 5  | Stocknüchterne Party                        | Sober Party of One                                 | 14. Okt. 2012 | 19. Juli 2012 |
| 6  | Wenn die Hormone verrückt spielen           | Calm Down, Hormonal                                | 21. Okt. 2012 | 26. Juli 2012 |
| 7  | Treffen mit den Schwiegereltern             | Meet the In-Laws                                   | 29. Okt. 2012 | 2. Aug. 2012  |
| 8  | Cancun ist keine Insel                      | Cancun Is Not An Island                            | 4. Nov. 2012  | 9. Aug. 2012  |
| 9  | Sitting Alone In A Hotel Room Sucks         | Sitting Alone In A Hotel Room Sucks                | 18. Nov. 2012 | 16. Aug. 2012 |
| 10 | Couples Hell                                | Couples Hell                                       | 25. Nov. 2012 | 23. Aug. 2012 |
| 11 | My Baby is Boring!                          | My Baby is Boring!                                 | 2. Dez. 2012  | 30. Aug. 2012 |
| 12 | The End?                                    | The End?                                           | 9. Dez. 2012  | 13. Sep. 2012 |

### Staffel 2
MTV gab eine aus 12 Episoden bestehende zweite Staffel für 2013 in Auftrag.
| #  | Dt. Titel                                       | Originaltitel                     | Dt. Premiere  | Premiere      |
| -- | ----------------------------------------------- | --------------------------------- | ------------- | ------------- |
| 13 | Neue Anfänge                                    | New Beginnings                    | 12. Mai 2013  | 8. Jan 2013   |
| 14 | Die Probleme einer Schwangeren                  | Pregnant Problems                 | 19. Mai 2013  | 15. Jan 2013  |
| 15 | Es ist soweit                                   | Last Call at Club Uterus          | 26. Mai 2013  | 22. Jan 2013  |
| 16 | Und jetzt?                                      | Now that?                         | 2. Juni 2013  | 29. Jan 2013  |
| 17 | Der Ruf der Natur                               | Maine Squeeze                     | 9. Juni 2013  | 5. Feb 2013   |
| 18 | Die Flitterwochen sind vorbei                   | The Honeymoon is Over             | 16. Juni 2013 | 12. Feb 2013  |
| 19 | Ein neues Kapitel                               | Turning Over To a New League      | 23. Juni 2013 | 19. Feb 2013  |
| 20 | Der Verlobungsring                              | Between a Rock and a Hard Case    | 30. Juni 2013 | 26. Feb 2013  |
| 21 | Der Sprung ins Glück                            | Taking the Plunge                 | 7. Juli 2013  | 12. März 2013 |
| 22 | Ich bin eine gute Verlobte und ich bin eine Mom | I am a Good Fiancé and I am a Mom | 14. Juli 2013 | 19. März 2013 |
| 23 | Bin ich noch verlobt?                           | I might not be engaged after this | 21. Juli 2013 | 26. März 2013 |
| 24 | Ende gut, alles gut                             | All's Well that Ends Well?        | 28. Juli 2013 | 2. Apr. 2013  |

### Staffel 3
| #  | Dt. Titel                   | Originaltitel             | Dt. Premiere  | Premiere      |
| -- | --------------------------- | ------------------------- | ------------- | ------------- |
| 25 | Wir sind wieder zurück      | We're back B*tches        | 23. Feb 2014  | 22. Okt. 2013 |
| 26 | Ab nach oben                | Moving on Up              | 2. März 2014  | 29. Okt. 2013 |
| 27 | Mami                        | Mommy                     | 9. März 2014  | 5. Nov. 2013  |
| 28 | Lügner                      | Liars!                    | 16. März 2014 | 12. Nov. 2013 |
| 29 | Ich will einen Schleier!    | I want a Veil             | 23. März 2014 | 19. Nov. 2013 |
| 30 | Auf die Zukunft             | Let the Planning Begin    | 30. März 2014 | 26. Nov. 2013 |
| 31 | Baby-Training               | Baby Boot Camp            | 6. Apr. 2014  | 3. Dez. 2013  |
| 32 | Oui, ich kann kochen        | Oui Can Cook!             | 13. Apr. 2014 | 10. Dez. 2013 |
| 33 | Willkommen auf der Farm     | Welcome to the Dude Ranch | 20. Apr. 2014 | 17. Dez. 2013 |
| 34 | Dragqueens                  | What a Drag!              | 27. Apr. 2014 | 7. Jan 2014   |
| 35 | Pärchenwochenende           | Couples Weekend           | 4. Mai 2014   | 7. Jan 2014   |
| 36 | Mein Baby wird langsam groß | My Baby is Growing Up     | 11. Mai 2014  | 14. Jan 2014  |

### Staffel 4
| #  | Dt. Titel | Originaltitel                  | Dt. Premiere | Premiere      |
| -- | --------- | ------------------------------ | ------------ | ------------- |
| 37 |           | We're back and we're pregnant  |              | 5. Nov. 2014  |
| 38 |           | That's not very namaste of you |              | 12. Nov. 2014 |
| 39 |           | And Baby makes six             |              | 19. Nov. 2014 |
| 40 |           | Welcome Home, Meilani          |              | 26. Nov. 2014 |
| 41 |           | Got Gatsby                     |              | 3. Dez. 2014  |
| 42 |           | I feel like a pregnant Virgin  |              | 10. Dez. 2014 |
| 43 |           | Baby Problems ahead            |              | 17. Dez. 2014 |
| 44 |           | Nightmare before the Wedding   |              | 24. Dez. 2014 |
| 45 |           | Out of Place                   |              | 31. Dez. 2014 |
| 46 |           | Here Comes, Baby Giovanna      |              | 7. Jan 2015   |
| 47 |           | Wild Bachelorette Weekend      |              | 14. Jan 2015  |
| 48 |           | I do (Wedding Special)         |              | 21. Jan 2015  |